# فهرست جایزه‌ها و نامزدی‌های استنلی کوبریک

کوبریک در هنگام فیلم‌برداری بری لیندون در سال ۱۹۷۴.

استنلی کوبریک، فیلم‌ساز، فیلم‌نامه‌نویس، تهیه‌کننده و عکاس آمریکایی بود. کوبریک به صورت گسترده به عنوان یکی از بزرگ‌ترین و بهترین فیلم‌سازان تاریخ سینما شناخته می‌شود. تمامی فیلم‌های بلند او از راه‌های افتخار (۱۹۵۷) تا چشمان کاملاً بسته (۱۹۹۹) که آخرین اثرش بود، در بخش‌های مختلف نامزد جوایز اسکار و جوایز گلدن گلوب شدند و فقط درخشش (۱۹۸۰) نتوانست به این موفقیت برسد. ۲۰۰۱: ادیسهٔ فضایی (۱۹۶۸) پرافتخارترین فیلم کوبریک از نظر دریافت جایزه است. این فیلم در چهل و یکمین دوره جوایز اسکار، در چهار رشته نامزد بود که در نهایت جایزه اسکار بهترین جلوه‌های ویژه را کسب کرد. این تنها اسکار شخصی خود کوبریک است که شخصاً جلوه‌های ویژه فیلم را طراحی و اجرا کرد. ۲۰۰۱: ادیسه فضایی همچنین جایزه بفتای بهترین فیلم‌برداری را در بیست‌ودومین مراسم آکادمی هنرهای فیلم و تلویزیون بریتانیا دریافت کرد. در مجموع، فیلم‌های کوبریک بیش‌تر در زمینه‌های فیلم‌برداری، طراحی صحنه، فیلمنامه‌نویسی و موسیقی نامزد جایزه شده‌اند. اسپارتاکوس (۱۹۶۰)، لولیتا (۱۹۶۲)، دکتر استرنجلاو (۱۹۶۴) و پرتقال کوکی و غلاف تمام‌فلزی (۱۹۸۷)، تنها آثاری از کوبریک هستند که بازیگران آن‌ها در اسکار یا گلدن گلوب، نامزد دریافت جایزه شده‌اند. جوایز شخصی کوبریک که محدود به جوایز اسکار، بفتا، جوایز گلدن گلوب و جوایز ساترن هستند به شرح زیر است:

## جایزه اسکار
جوایز آکادمی که معمولاً با عنوان جایزه اسکار شناخته می‌شود. مجموعه ای از ۲۴ جایزه است که سالانه توسط آکادمی علوم و هنرهای سینما به دستاوردهای سینمایی تعلق می‌گیرد.
| سال  | رشته                       | فیلم              | نتیجه    | منبع. |
| ---- | -------------------------- | ----------------- | -------- | ----- |
| ۱۹۶۵ | بهترین فیلم                | دکتر استرنجلاو    | نامزدشده | [ ۲ ] |
| ۱۹۶۵ | بهترین کارگردانی           | دکتر استرنجلاو    | نامزدشده | [ ۲ ] |
| ۱۹۶۵ | بهترین فیلم‌نامه اقتباسی    | دکتر استرنجلاو    | نامزدشده | [ ۲ ] |
| ۱۹۶۹ | بهترین کارگردانی           | ۲۰۰۱: ادیسهٔ فضایی | نامزدشده | [ ۳ ] |
| ۱۹۶۹ | بهترین فیلم‌نامه غیراقتباسی | ۲۰۰۱: ادیسهٔ فضایی | نامزدشده | [ ۳ ] |
| ۱۹۶۹ | بهترین جلوه‌های ویژه        | ۲۰۰۱: ادیسهٔ فضایی | برنده    | [ ۳ ] |
| ۱۹۷۲ | بهترین فیلم                | پرتقال کوکی       | نامزدشده | [ ۴ ] |
| ۱۹۷۲ | بهترین کارگردانی           | پرتقال کوکی       | نامزدشده | [ ۴ ] |
| ۱۹۷۲ | بهترین فیلم‌نامه اقتباسی    | پرتقال کوکی       | نامزدشده | [ ۴ ] |
| ۱۹۷۶ | بهترین فیلم                | بری لیندون        | نامزدشده | [ ۵ ] |
| ۱۹۷۶ | بهترین کارگردانی           | بری لیندون        | نامزدشده | [ ۵ ] |
| ۱۹۷۶ | بهترین فیلم‌نامه اقتباسی    | بری لیندون        | نامزدشده | [ ۵ ] |
| ۱۹۸۸ | بهترین فیلم‌نامه اقتباسی    | غلاف تمام‌فلزی     | نامزدشده | [ ۶ ] |

## جایزه گلدن گلوب
جایزه گلدن گلوب جایزه ای است که توسط ۹۳ عضو از انجمن مطبوعات خارجی هالیوود انتخاب می‌شود و به فیلم‌ها و برنامه‌های تلویزیونی داخلی و خارجی اهدا می‌شود.

| سال  | نامزدی / اثر | جایزه              | نتیجه    |
| ---- | ------------ | ------------------ | -------- |
| ۱۹۶۱ | اسپارتاکوس   | بهترین کارگردانی   | نامزدشده |
| ۱۹۶۳ | لولیتا       | بهترین کارگردانی   | نامزدشده |
| ۱۹۷۲ | پرتقال کوکی  | بهترین کارگردانی   | نامزدشده |
| ۱۹۷۲ | پرتقال کوکی  | بهترین فیلم – درام | نامزدشده |
| ۱۹۷۵ | بری لیندون   | بهترین کارگردانی   | نامزدشده |
| ۱۹۷۵ | بری لیندون   | بهترین فیلم – درام | نامزدشده |

## جایزه آکادمی فیلم بریتانیا
جوایز فیلم بفتا یک نمایش سالانه جوایز است که توسط بفتا اهدا می‌شود.

| سال  | نامزدی / اثر      | جایزه                      | نتیجه    |
| ---- | ----------------- | -------------------------- | -------- |
| ۱۹۵۷ | کشتن              | بهترین فیلم                | نامزدشده |
| ۱۹۵۸ | راه‌های افتخار     | بهترین فیلم                | نامزدشده |
| ۱۹۶۱ | اسپارتاکوس        | بهترین فیلم                | نامزدشده |
| ۱۹۶۵ | دکتر استرنجلاو    | بهترین فیلم                | برنده    |
| ۱۹۶۵ | دکتر استرنجلاو    | بهترین فیلم‌نامه بریتانیایی | نامزدشده |
| ۱۹۶۵ | دکتر استرنجلاو    | بهترین فیلم بریتانیایی     | برنده    |
| ۱۹۶۹ | ۲۰۰۱: ادیسه فضایی | بهترین فیلم                | نامزدشده |
| ۱۹۷۳ | پرتقال کوکی       | بهترین فیلم‌نامه            | نامزدشده |
| ۱۹۷۳ | پرتقال کوکی       | بهترین فیلم                | نامزدشده |
| ۱۹۷۶ | بری لیندون        | بهترین کارگردانی           | برنده    |
| ۱۹۷۶ | بری لیندون        | بهترین فیلم                | نامزدشده |

## جایزه هوگو
جایزه هوگو قدیمی‌ترین و یکی از معتبرترین جوایز در زمینهٔ داستان‌نویسی علمی-تخیلی و خیال‌پردازی که به افتخار هوگو گرنزبک بنیان‌گذار نخستین مجلهٔ علمی-تخیلی که تحت نام «داستان‌های شگفت‌انگیز» به چاپ می‌رسید، نام‌گذاری شده است. این جایزه از سوی مجمع جهانی علمی-تخیلی وورلدکان اعطا می‌شود.
| سال  | نامزدی / اثر      | جایزه            | نتیجه | منبع.  |
| ---- | ----------------- | ---------------- | ----- | ------ |
| ۱۹۶۵ | دکتر استرنجلاو    | بهترین فیلم درام | برنده | [ ۱۰ ] |
| ۱۹۶۹ | ۲۰۰۱: ادیسه فضایی | بهترین فیلم درام | برنده | [ ۱۰ ] |
| ۱۹۷۲ | پرتقال کوکی       | بهترین فیلم درام | برنده | [ ۱۰ ] |